# جورج ريتشاردز (سياسي)
جورج ريتشاردز (بالإنجليزية: George Richards)‏ هو سياسي أسترالي، ولد في 25 فبراير 1865، وتوفي في 4 ديسمبر 1915. انتخب عضو الجمعية التشريعية نيو ساوث ويلز.